# Harbour Island (Bahamas)
Harbour Island è un'isola e un distretto delle Bahamas con 1.702 abitanti al censimento 2010. 
È situata al largo della costa nord-orientale dell'isola di Eleuthera e l'unico centro abitato dell'isola è Dunmore Town
L'isola è rinomata per la spiaggia sabbiosa rosa ed è una meta turistica principalmente degli statunitensi. Inoltre, si trova a circa 15 minuti di barca dalle coste di Eleuthera e dal Glass Window Bridge, un piccolo ponte che separa il Mar dei Caraibi, di colore turchese, dall'Oceano Atlantico, di colore blu intenso.